# يول ريسبن
يول ريسبن (بالهولندية: Juul Respen)‏ (17 أكتوبر 1998 في هولندا - ) هو لاعب كرة قدم هولندي في مركز الهجوم.

## روابط خارجية
- يول ريسبن على موقع قاعدة بيانات كرة القدم.إي يو (الإنجليزية)
- يول ريسبن على موقع عالم كرة القدم.نت (الإنجليزية)